# ساشا جودليت
ساشا جودليت (بالإنجليزية: Sasha Goodlett)‏ مواليد 9 أغسطس 1990 في بولتون، هي لاعبة كرة سلة أمريكية. بدأت مسيرتها الاحترافية في سنة 2012. تم اختيارها من قبل فريق إنديانا فيفر خلال الدرافت. فازت بلقب دوري المحترفات. لعبت مع إنديانا فيفر وشيكاغو سكاي.

## روابط خارجية
- ساشا جودليت على موقع الاتحاد الوطني لكرة السلة النسائية (الإنجليزية)
- ساشا جودليت على موقع كرة السلة الأوروبية.كوم (الإنجليزية)
- ساشا جودليت على موقع كلية كرة السلة في سبورتس رفرنس.كوم (الإنجليزية)
- ساشا جودليت على موقع بروبوليرز (الإنجليزية)
- ساشا جودليت على موقع سبورتس رفرنس (الإنجليزية)